# 卡拉奇證券交易所100指數
巴基斯坦卡拉奇證券交易所100指數（英語：KSE 100 Index），又稱巴基斯坦KSE 100指數，是巴基斯坦證券交易所的股票指數。
指數選擇了最高市值的公司，但為確保市場代表性，每行業市值最高的公司也包括在內。

## 歷史

### 1991-2006（穩定增長）
巴基斯坦證券交易所100指數於1991年11月以1,000點為基數推出。到2007年2月，指數已飆升至12,285點。

### 2007（創紀錄新高）
指數於2007年12月26日觸及歷史最高基準14,814點，即前總理貝娜齊爾·布托遇刺前一天，此後指數暴跌。

### 2008（環球金融危機）
- 4月20日：指數歷史首次突破15,000點，並於2008年4月20日達到15,737.32峰值。此外，指數在2008年增長了7.4%，成為主要新興市場中表現最好的公司。[5][6]
- 5月23日；2008年5月創紀錄的高通脹導致巴基斯坦國家銀行利率增加，導致指數急劇下跌。[7][8]
- 7月16日：指數已從2008年4月創下的歷史高位下跌一分三，巴基斯坦聯合政府應對塔利班武裝分子的壓力越來越大，加劇了該國經濟困境。[9]
- 7月17日：憤怒的投資者襲擊卡拉奇證券交易所以抗議巴基斯坦股價暴跌。[10][11]
- 8月18日：總統佩爾韋茲·穆沙拉夫宣布辭職後指數立即上漲超過 4%。[12][13]
- 8月28日：卡拉奇證券交易所為股價設定了一個底線，阻止自4月以來暴跌的369億美元市值。[14]
- 12月15日：在取消8月28日為阻止大幅下跌而設定的股價下限後，交易恢復。[15]

### 2009-2019（恢復期至創紀錄新高）
恢復。

2012年11月7日指數創下16,218點，2011-2012年財務回報率高達40%-50%，被認為是亞洲最佳新興市場。

2014年第30期指數錄得28,913點，自2012-2013財年漲幅超過45.2%。

指數在2016年6月17日達到38,777點。

2017年1月，股市創下49,969點歷史新高。2017年2月13日，指數為49,876點。
巴基斯坦於2017年5月獲得MSCI 新興市場（美元）指數資格。
2017年5月25日，指數創下53,124點歷史新高，隨後在7個月內跌至37,919點。
在英國於6月24日決定脫歐後，投資者尋求黃金和政府債券等避險資產，股市陷入動盪，指數下跌1,100點（3.1%）。

### 新冠肺炎
巴基斯坦於2020年2月26日報告了首例COVID-19病例。導致指數應聲下跌約62%，從2020年1月13日43,218點高點跌至2020年3月25日27,200最低點。儘管跌幅大於2005年和2008年危機，但市場依然保持冷靜和自信，沒投資者指責市場操縱和不公平交易。

## 週年申報表
下表顯示了卡拉奇證券交易所100指數的年度發展情況，該表追溯到2001年。
| 年   | 收盤價    | 指數變化  | 指數變化率 |
| ---- | --------- | --------- | ---------- |
| 2001 | 1,273.06  | −234.53   | −15.56     |
| 2002 | 2,701.42  | 1,428.36  | 112.20     |
| 2003 | 4,471.82  | 1,770.40  | 65.54      |
| 2004 | 6,218.46  | 1,746.64  | 39.06      |
| 2005 | 9,556.61  | 3,338.15  | 53.68      |
| 2006 | 10,040.50 | 483.89    | 5.06       |
| 2007 | 14,075.83 | 4,035.33  | 40.19      |
| 2008 | 5,865.01  | −8,210.82 | −58.33     |
| 2009 | 9,386.92  | 3,521.91  | 60.05      |
| 2010 | 12,022.46 | 2,635.54  | 28.08      |
| 2011 | 11,347.66 | −674.80   | −5.61      |
| 2012 | 16,905.33 | 5,557.67  | 48.98      |
| 2013 | 25,261.14 | 8,355.81  | 49.43      |
| 2014 | 32,131.28 | 6,870.14  | 27.20      |
| 2015 | 32,816.31 | 685.03    | 2.13       |
| 2016 | 47,806.97 | 14,990.66 | 45.68      |
| 2017 | 40,471.48 | −7,335.49 | −15.34     |
| 2018 | 37,066.67 | −3,404.81 | −8.41      |
| 2019 | 40,735.08 | 3,668.41  | 9.90       |
| 2020 | 43,755.38 | 3,020.30  | 7.41       |

## 外部鏈接
- Bloomberg page for KSE100:IND （页面存档备份，存于）
- Official Website
- BBC Market Data: KSE-100
- Reuters page for .KSE （页面存档备份，存于）